# Silly
Silly (neerlandês: Opzullik) é um município da Bélgica localizado no distrito de Soignies, província de Hainaut, região da Valônia.
Pertence à rede das Cidades Cittaslow.